# Slindon
Slindon – wieś w Anglii, w hrabstwie West Sussex, w dystrykcie Arun. Leży 11 km na wschód od miasta Chichester i 80 km na południowy zachód od Londynu. W 2001 miejscowość liczyła 590 mieszkańców.